# Ессель, Леон
Леон Ессель (нем. Leon Jessel; 22 января 1871, Штеттин, Померания — 4 января 1942, Берлин) — немецкий композитор. Писал произведения в жанре оперетты и лёгкой музыки. Получил известность как автор шуточного «Парада деревянных (оловянных) солдатиков». Марш обрёл популярность благодаря тому, что он фигурировал в одном из мультфильмов Диснея вместе со стихами на английском языке. Написал несколько сот произведений для оркестра и пианино, в том числе песен, вальсов, мазурок, маршей, хоровых произведений и др.
Отдельные произведения Есселя популярны в США, однако в Германии они практически забыты со времён прихода к власти нацистов.

## Молодость
Родился в семье еврея-коммерсанта Самуэля Есселя и его жены-американки Мэри. В возрасте 23 лет, в 1894 г., обратился в христианство. В том же году состоялась премьера его оперетты «Сватовство», посвящённой его невесте Кларе Луизе Грюневальд, с которой они вступили в брак два года спустя, в 1896 г. В 1909 г. родилась его дочь Ева Мария Элизабет (1909—1963, в замужестве Рёккен, работала художницей), а в 1911 г. семья переехала в Берлин. В 1919 г. его первый брак закончился разводом. В 1921 г. женился на Анне Герхольдт, которая была на 19 лет моложе его.
Крупнейшим успехом Есселя стала оперетта «Девушка из Шварцвальда», впервые исполненная в августе 1917 г. в Берлинской Комической опере.

## Преследование в нацистской Германии
Порвав с еврейской средой, Ессель стал германским националистом, часто писал песни и марши ультра-патриотического содержания. В начале 1930-х гг. был сторонником нацистской партии, в 1932 г. лично встречался с Геббельсом, а его жена в том же году вступила в НСДАП. Однако после прихода к власти нацистов Есселя постепенно стали выдавливать со всех должностей, а его музыка была запрещена к исполнению с 1933 г. В 1937 г. исключён из Имперской музыкальной палаты.
Жена отказалась развестись с ним и была вскоре исключена из НСДАП. В связи с чем в 1941 г. в его квартире гестапо провело обыск и обнаружило письмо к либреттисту Вильяму Штерку, где Ессель высказывал недовольство нацистской политикой в отношении евреев. 15 декабря 1941 г. 70-летний композитор был арестован и доставлен в гестапо. В результате жестокого обращения, был помещён во всё ещё действующую в Берлине Еврейскую больницу, где и умер 4 января 1942 г.